# Мехтиев, Рафиг Махмуд оглы
Мехтиев Рафиг Махмуд оглы (азерб. Rafiq Mahmud oğlu Mehdiyev; 10 июня 1933, Шахбуз, Нахичеванская АССР — 28 ноября 2009, Баку) — советский и азербайджанской художник-график. Народный художник Азербайджана (1992),  

## Жизнь и деятельность
Рафиг Мехтиев родился 10 июня 1933 года в Шахбузском районе Нахичеванской АР. Среднее образование получил в школе № 31 города Баку. Окончил техникум живописи имени А. Азимзаде (1948—1953) и графический факультет Московского государственного художественного института имени Сурикова (1953—1958). 
Работал преподавателем в техникуме живописи имени А. Азимзаде (1962), затем деканом Академии художеств имени М. Алиева, преподавателем Азербайджанской государственной академии художеств. 
В 1980 году ему присвоено звание заслуженного художника (18.12.1980).
в 1988 году присвоено звание доцента, в 1992 году присвоено почетное звание профессора и народного художника. 
Председатель отдела графики Союза художников Азербайджана.
В 2004 году удостоен президентской стипендии. 
Несколько раз избирался депутатом Верховного Совета Азербайджанской ССР.
Умер в 2009 году в Баку.

## Семья
Поэт Тофиг Махмуд, кинорежиссёр — брат Гусейна Мехтиева, художник — отец Рашада Мехтиева, скульптор — дедушка Имрана Мехтиева.